# Ernst August von Werlhof
Ernst August von Werlhof (* 24. November 1778 in Celle; † 7. Dezember 1857 in Hannover) war Geheimrat.

## Leben
Ernst August von Werlhof war Sohn des Vizepräsidenten des Oberappellationsgerichts Celle Wilhelm Gottfried von Werlhof (1744–1832). Er wurde 1799 Kanzleiauditor, 1802–1821 Hof- und Kanzleirat an der Justizkanzlei Hannover und 1822 dort Geheimer Justizrat, wobei er zeitweise auch Propstei-Vikar am Stift Sankt Alexandri war. 1826 wurde er Oberjustizrat und 1833 Generalsekretär des Justizministeriums. 1832–38 war er außerordentlicher Beisitzer im Geheimen Ratskollegium (Vorläufer des Staatsrats) und 1839–48 Generalsekretär des Staatsrats. 1848 wurde er Kanzleidirektor der Justizkanzlei Hannover und war als solcher kraft Amtes auch Mitglied des Staatsrats. Als 1853 die Justizkanzleien in Obergerichte umbenannt wurden, war er Präsident des Obergerichts in Hannover und blieb als solcher wiederum kraft Amtes Mitglied des Staatsrats.

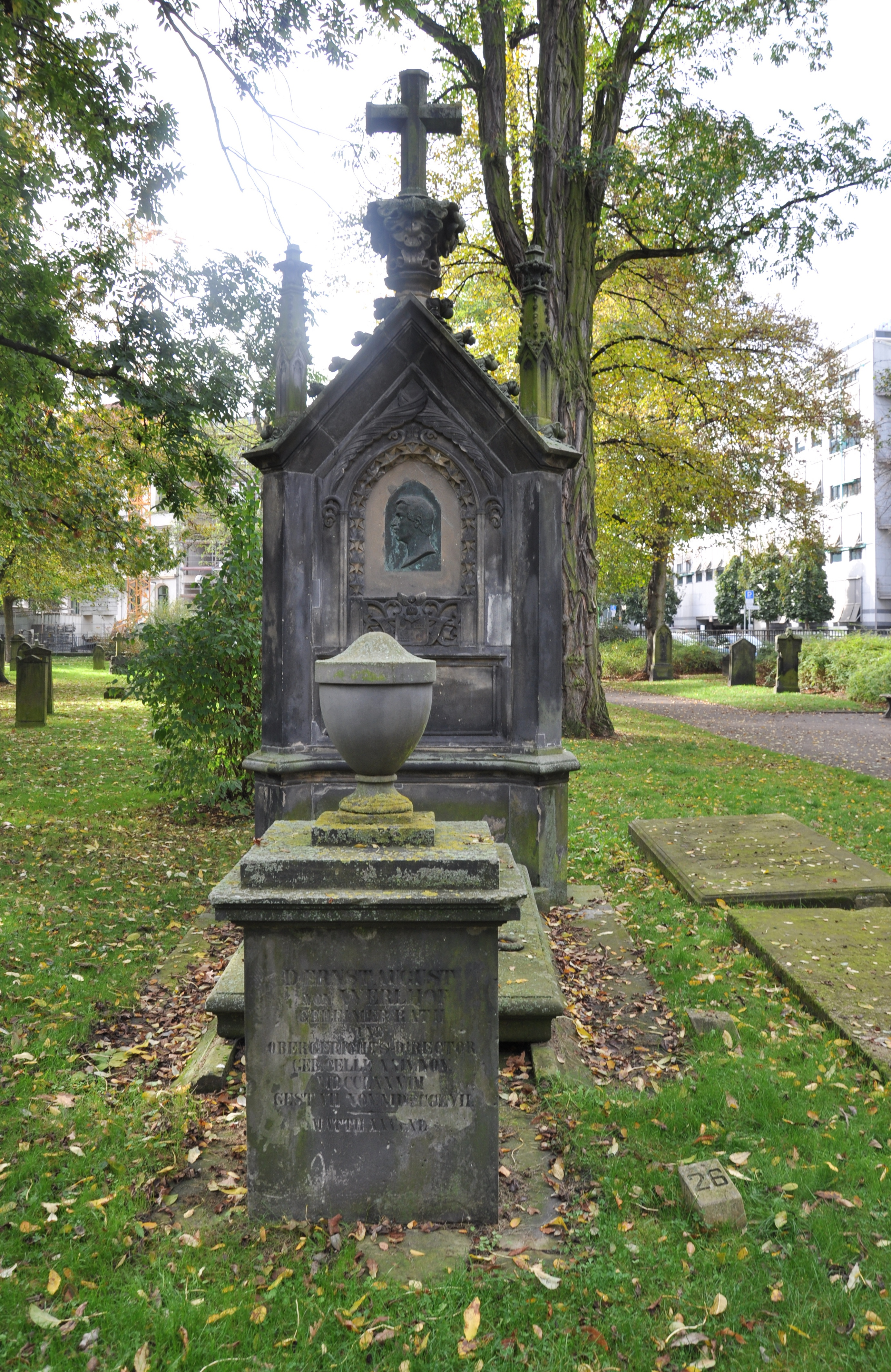
Grabmal Ernst August von Werlhof auf dem Gartenfriedhof (vorn im Bild)

Er wurde 1821 zu einem Ritter, 1833 zu einem Kommandeur des Königlichen Guelphen-Ordens ernannt. Bestattet ist er auf dem Gartenfriedhof in Hannover.